# She Loves You
〈She Loves You〉는 1963년 8월에 비틀즈가 발표한 싱글이다. 존 레논과 폴 매카트니가 썼다. 영국 차트의 여러 싱글을 뛰어넘었고, 1964년 4월 4일 미국 차트에서 상위 5위를 동시에 차지한 비틀즈 5곡 중 한 곡으로, 미국에서 기록을 세웠다. 〈She Loves You〉는 비틀즈의 가장 많이 팔린 싱글이자 영국에서 1960년대에 가장 많이 팔린 싱글이다.
2004년 11월 《롤링 스톤》은 역사상 가장 위대한 노래 500곡 목록에서 〈She Loves You〉를 64위로 선정했다. 2009년 8월 BBC Radio 2는 비틀즈 주간(Beatles Weekend)의 마지막에서 〈She Loves You〉가 오피셜 차트 컴퍼니에서 수집한 정보를 기반으로 영국에서 비틀즈의 가장 많이 팔린 싱글이라고 발표했다.

## 작곡
레논과 매카트니는 〈She Loves You〉를 1963년 6월 26일 뉴캐슬어폰타인에 위치한 마제스틱 볼룸에서의 콘서트 후에 쓰기 시작했다. 이 투어에서 그들은 로이 오비슨과 게리 앤 더 페스메이커와 함께 공연했다. 비틀즈는 투어 버스에서 곡을 쓰기 시작하여 그날 밤 뉴케슬에 위치한 호텔에서도 계속 썼다.
2000년에 매카트니는 곡의 초기 아이디어가 보비 라이델의 히트곡 〈Forget Him〉에서 나타난 콜 앤드 리스폰스 패턴에서부터 시작했다고 말했다. "전 '답하는 곡'을 계획하고 있었습니다. 우리 중 둘이서 '그녀는 널 사랑해'라고 외치면 다른 애가 '예 예'라고 답하는 것이죠. 우린 그게 형편없는 아이디어라고 생각했지만, 'She Loves You'라는 제목의 곡으로 하는 건 나쁘지 않다고 생각했습니다. 그렇게 호텔 침대에 앉아 몇시간 동안 곡을 썼습니다. 존과 저는 투윈 베드에 기타를 들고 앉아 있었어요." 곡은 다음날 리버풀 포틀린 거리에 있는 매카트니의 집에서 완성되었다.
비틀즈의 수많은 초기 노래와 같이 〈She Loves You〉라는 제목은 인칭 대명사를 두르고 있다. 하지만, 사랑 노래에 맞지 않게 가사는 화자의 사랑이 아닌 다른 사람의 사랑에 대해 말한다. 화자는 서로 소원해진 연인의 사이에 도움을 주는 중개자를 맡고 있다. 이러한 아이디어에 대해 레논은 매카트니의 공이라고 말한다. "그건 폴의 아이디어입니다. 'I love you'를 다시 부르기보다 제3자가 되어보기로 한 거죠. 그의 작품에는 아직 그런 디테일이 존재합니다. 그는 누군가에 대한 이야기를 씁니다. 저는 자신에 대해 쓰는 편이지만요."

## 녹음
곡은 작곡한지 1주일 채 안된 1963년 7월 1일 녹음되었다. 곡은 2테이크 녹음기로 제작되었다. 각 테이크의 세부 사항이 기입된 문서는 존재하지 않는다. 오리지널 2테이크 세션 테이프는 싱글을 위해 믹스된 후 음반을 찍는데 사용된 후 EMI 스튜디오의 표준 절차에 따라 삭제되었다. 이는 비틀즈의 두 싱글 〈Love Me Do〉, 〈P.S. I Love You〉, 〈She Loves You〉, 〈I'll Get You〉의 운명이었다. 이 곡들은 오로지 모노 마스터만 존재한다. 하지만 가짜 스테레오 리믹스판이 EMI를 통해 전 세계에서 출시되었다. 이중 몇몇은 애비 로드 엔지니어 제프 에머릭이 만들었다. 믹싱은 7월 4일 끝났다.
EMI의 독일 지부는 비틀즈 음반을 독일에서 팔기 위해서는 독일어로 재녹음하는 수밖에 없다고 생각했다. 비틀즈는 그럴 필요 없다고 생각했으나 조지 마틴의 설득으로 파리에 있는 파테 마르코니 스튜디오에서 〈Komm, Gib Mir Deine Hand〉와 함께 〈Sie Liebt Dich〉를 1964년 1월 29일 녹음했다. 〈I Want to Hold Your Hand〉는 새로운 보컬을 녹음하여 오리지널 트랙 위에 올리면 됐지만, 〈She Loves You〉의 리듬 트랙은 폐기되어 새롭게 리듬 트랙을 제작했다. 두 곡 모두 "진 니콜라스(Jean Nicolas)"라는 필명 아래 룩셈부르크 음악가 카밀로 펠겐이 번역했다.

## 참여 인원
- 존 레논 – 보컬, 리듬 기타
- 폴 매카트니 – 보컬, 베이스 기타
- 조지 해리슨 – 하모니 보컬, 리드 기타
- 링고 스타 – 드럼
- 조지 마틴 – 프로듀서
- 노먼 스미스 – 레코딩 엔지니어

이언 맥도널드 제공

## 차트 성적
| 차트 (1963–64)                 | 최고 순위 |
| ------------------------------ | --------- |
| 호주 (켄트 뮤직 리포트)        | 3         |
| 아일랜드 (IRMA)                | 2         |
| 네덜란드 (싱글 톱 100)         | 7         |
| 뉴질랜드 (레버 히트 퍼레이드)  | 1         |
| 노르웨이 (VG-리스타)           | 1         |
| 영국 싱글 (오피셜 차트 컴퍼니) | 1         |
| 미국 《빌보드》 핫 100         | 1         |
| 미국 캐쉬박스 탑 100           | 1         |
| 서독 미디어 컨트롤 싱글 차트   | 7         |

| 차트 (미국 1964년, 영국 1963년) | 순위 |
| ------------------------------- | ---- |
| 영국 싱글 (오피셜 차트 컴퍼니)  | 1    |
| 미국 빌보드                     | 2    |
| 미국 캐쉬박스                   | 2    |

## 내용주
1. ↑  In 2003, plans to install a plaque at the hotel were stalled after it turned out that neither Paul McCartney nor Ringo Starr, the surviving Beatles, could recall whether it was the Imperial Hotel or the Royal Turk's Head where the group had stayed.[3]

## 참조주
1. ↑  “500 GREATEST SONGS OF ALL TIME”. Rolling Stone. 2004. 2013년 4월 4일에 확인함.
2. ↑  Harry 2000, 990–992쪽.
3. ↑  Davies, Laura (2003년 2월 26일). “She Loves You (Where? Where? Where?)”. 《Liverpool Daily Post》.
4. ↑  2000, 96쪽.
5. ↑  Lewisohn 1988, 9쪽.
6. ↑  The Beatles 2000, 96쪽.
7. 1 2 3  Lewisohn 1988, 32쪽.
8. ↑  Lewisohn 1988, 38쪽.
9. ↑  Lewisohn 1988, 200–201쪽.
10. ↑  MacDonald 2005, 83–85쪽.
11. ↑  Kent, David (2005). 《Australian Chart Book (1940–1969)》. Turramurra: Australian Chart Book. ISBN 0-646-44439-5.
12. ↑  "The Irish Charts – Search Results – She Loves You". 아이리시 싱글 차트.  16 May 2016에 확인함.
13. ↑  "Dutchcharts.nl – The Beatles – She Loves You" (네덜란드어). 싱글 톱 100. Hung Medien / hitparade.ch.  16 May 2016에 확인함.
14. ↑  Hung, Steffen. “charts.org.nz - Forum - 1963 Chart (General)”. 《charts.org.nz》. 2017년 5월 20일에 원본 문서에서 보존된 문서. 2017년 2월 23일에 확인함.
15. ↑  "Norwegiancharts.com – The Beatles – She Loves You". VG-리스타. Hung Medien.  16 May 2016에 확인함.
16. ↑  "Archive Chart" UK Singles Chart. Official Charts Company.  16 May 2016에 확인함.
17. ↑  "The Beatles Album & Song Chart History" Billboard Hot 100 for The Beatles. Prometheus Global Media.  16 May 2016에 확인함.
18. ↑  Hoffmann, Frank (1983). 《The Cash Box Singles Charts, 1950-1981》. Metuchen, NJ & London: The Scarecrow Press, Inc. 32–34쪽.
19. ↑  “Offizielle Deutsche Charts” (Enter "Beatles" in the search box) (독일어). GfK Entertainment Charts. 2016년 5월 16일에 확인함.
20. 1 2  Lane, Dan (2012년 11월 18일). “The biggest selling singles of every year revealed! (1952–2011)”. Official Charts Company. 2014년 8월 28일에 확인함.
21. ↑  “The 100 best-selling singles of 1963 [in the U.K.]”. www.sixtiescity.net. 2016년 9월 1일에 확인함.
22. ↑  “Top 100 Hits of 1964/Top 100 Songs of 1964”. 《Musicoutfitters.com》. 2016년 9월 27일에 확인함.
23. ↑  “Archived copy”. 19 July 2014에 원본 문서에서 보존된 문서. 2016년 6월 17일에 확인함.

## 참고 문헌
- Badman, Keith (2000). 《The Beatles Off The Record》. London: Omnibus Press. ISBN 0-7119-7985-5.
- The Beatles (2000). 《The Beatles Anthology》. London: Cassell & Co. ISBN 0-304-35605-0.
- 《The Beatles: Complete Scores》. Milwaukee: Hal Leonard. 1993. ISBN 0-7935-1832-6.
- Carr, Roy; Tyler, Tony (1975). 《The Beatles: An Illustrated Record》. New York: Harmony Books. ISBN 0-517-52045-1.
- Castleman, Harry; Podrazik, Walter J. (1975). 《All Together Now: The First Complete Beatles Discography 1961−1975》. New York: Ballantine Books. ISBN 0-345-25680-8.
- Davies, Hunter (1968). 《The Beatles: The Authorized Biography》 (paperback). New York: Dell Publishing.
- Ellen, Mark (October 2002). “Mojo Special Limited Edition”. London.
- Everett, Walter (2001). 《The Beatles as Musicians: The Quarry Men Through Rubber Soul》. New York: Oxford University Press. ISBN 0-19-514104-0.
- Harry, Bill (2000). 《The Beatles Encyclopedia: Revised and Updated》. London: Virgin Publishing. ISBN 0-7535-0481-2.
- Lewisohn, Mark (1988). 《The Beatles Recording Sessions》. New York: Harmony Books. ISBN 0-517-57066-1.
- MacDonald, Ian (2005). 《Revolution in the Head: The Beatles' Records and the Sixties》 Seco Revis판. London: Pimlico (Rand). ISBN 1-84413-828-3.
- Marcus, Greil (1979). 《Stranded: Rock and Roll for a Desert Island》. New York: Alfred A. Knopf. ISBN 0-394-50828-9.
- Miles, Barry (1997). 《Paul McCartney: Many Years From Now》. New York: Henry Holt and Company. ISBN 0-8050-5249-6.
- Rayl, A. J. S.; Gunther, Curt (1989). 《Beatles '64: A Hard Day's Night in America》. New York: Doubleday. ISBN 0-385-24583-1.
- Schaffner, Nicholas (1977). 《The Beatles Forever》. Harrisburg, Pennsylvania: Cameron House. ISBN 0-8117-0225-1.
- Starr, Eric (2007). 《The Everything Rock & Blues Piano Book: Master riffs, licks, and blues styles from New Orleans to New York City》. Avon, Massachusetts: F+W Publications Inc. ISBN 1-59869-260-7.